# Kunsthalle Bremen

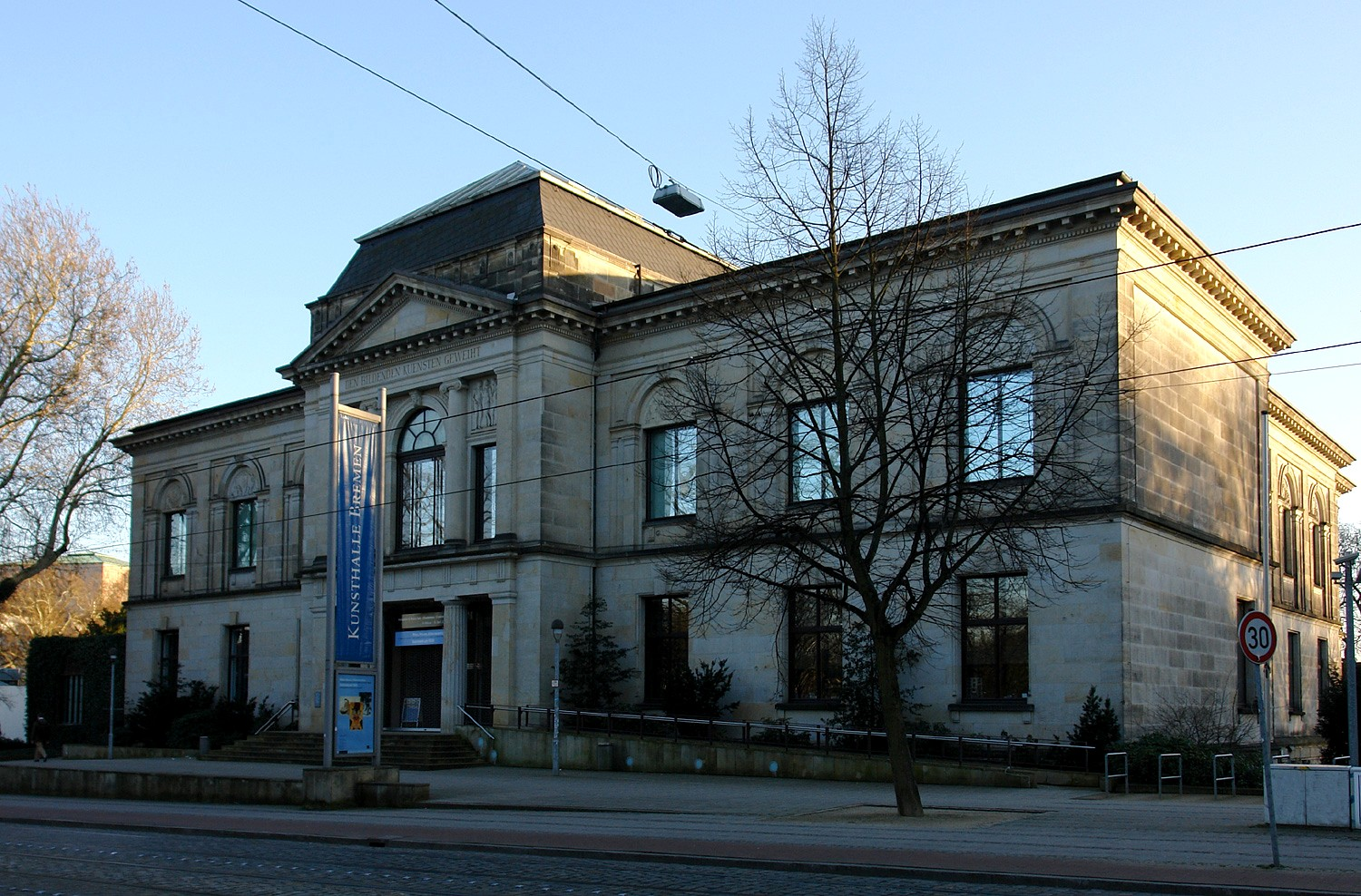
Kunsthalle Bremen

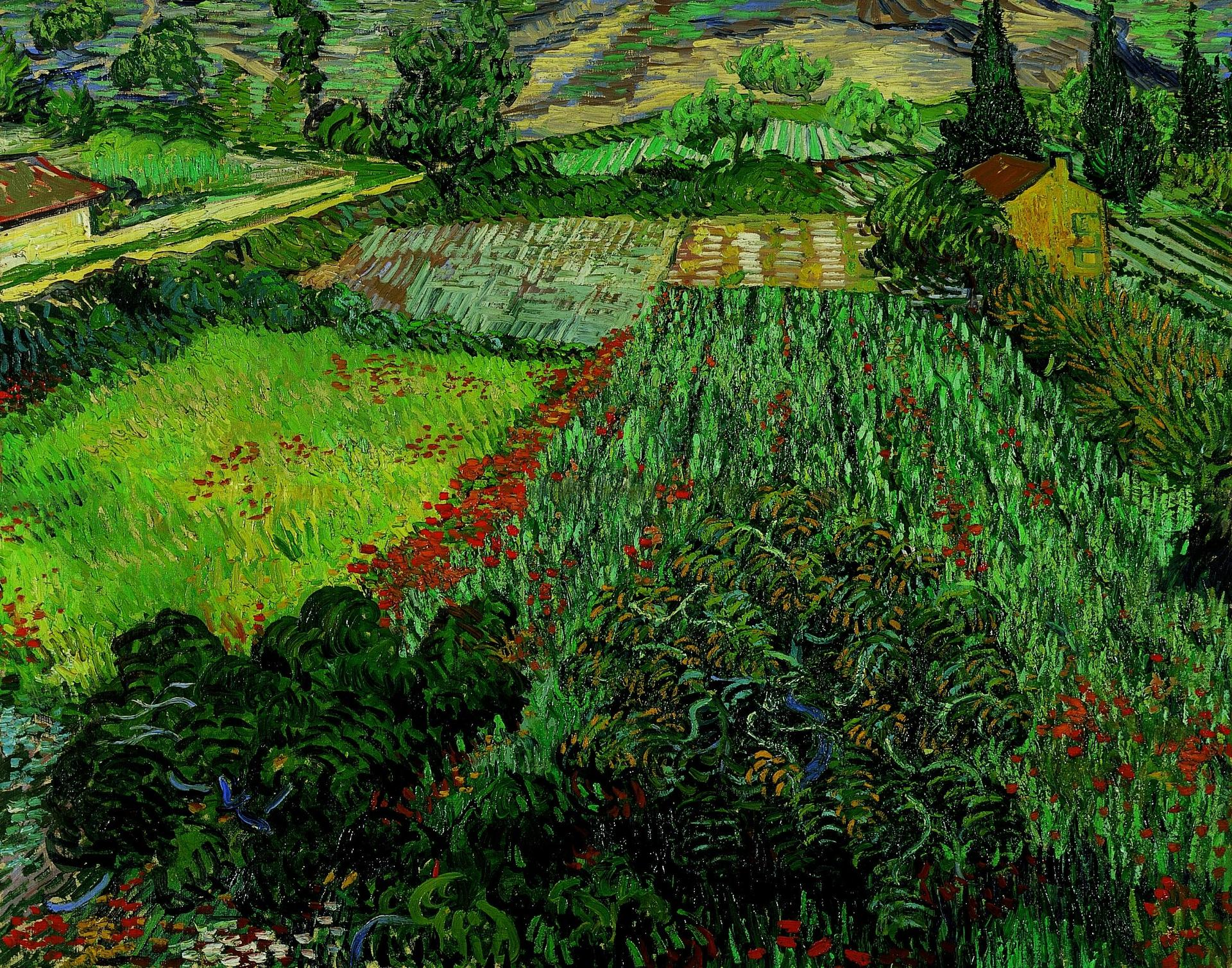
Vincent van Goghs Vallmoblommor

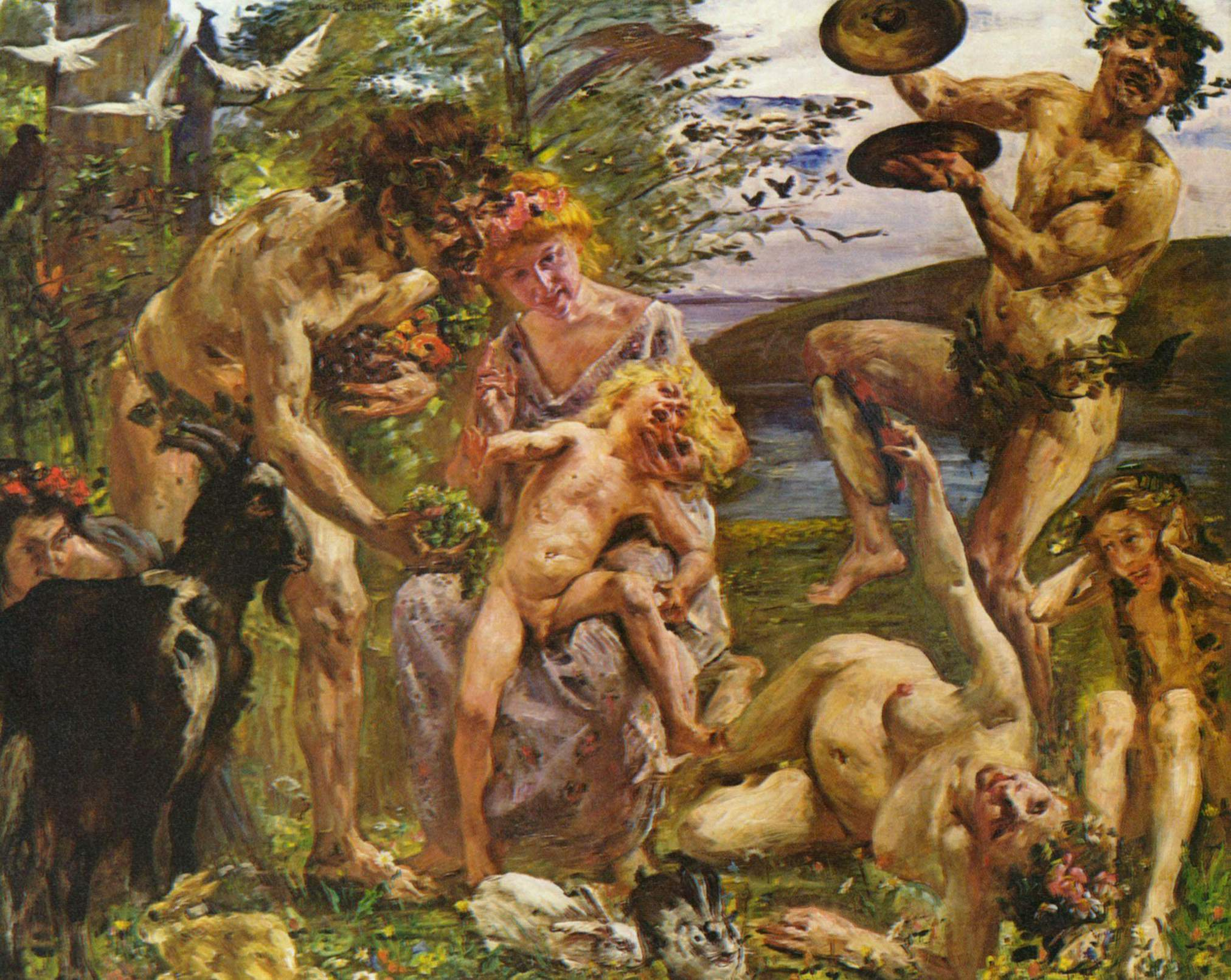
Lovis Corinths Zeus som ung man

Kunsthalle Bremen är ett konstmuseum i Bremen i nordvästra Tyskland.
Museet ligger mellan Bremen Teater på Goetheplatz och den gamla stan.

## Historik
Bremens konstförening bildades 1823 av senatorn Hieronymus Klugkist och ett antal konstintresserade köpmän i Bremen i syfte att utveckla och visa upp de sköna konsterna, även om man i början koncentrerade sig på måleri. Föreningen fick offentligt stöd och inledde samarbete med andra konstforeninger och med museer i Hannover, Lübeck, Greifswald och Rostock, vilka arrangerade vandringsutställningar tillsammans. Föreningen kunde i maj 1949 inviga en egen konsthallsbyggnad, vilken var den första i sitt slag i Tyskland. Konsthallen byggdes senare ut 1898-1902. Byggnaden skadades under andra världskriget, men reparerades och byggdes ut och tillbyggdes 1961.

## Samling
Samlingen omfattar bilder av tyska och franska impressionister som Courbet, Corinth, Liebermann, Manet, Paula Modersohn-Becker, Monet, Pissarro, Renoir, Slevogt och Vincent van Gogh.

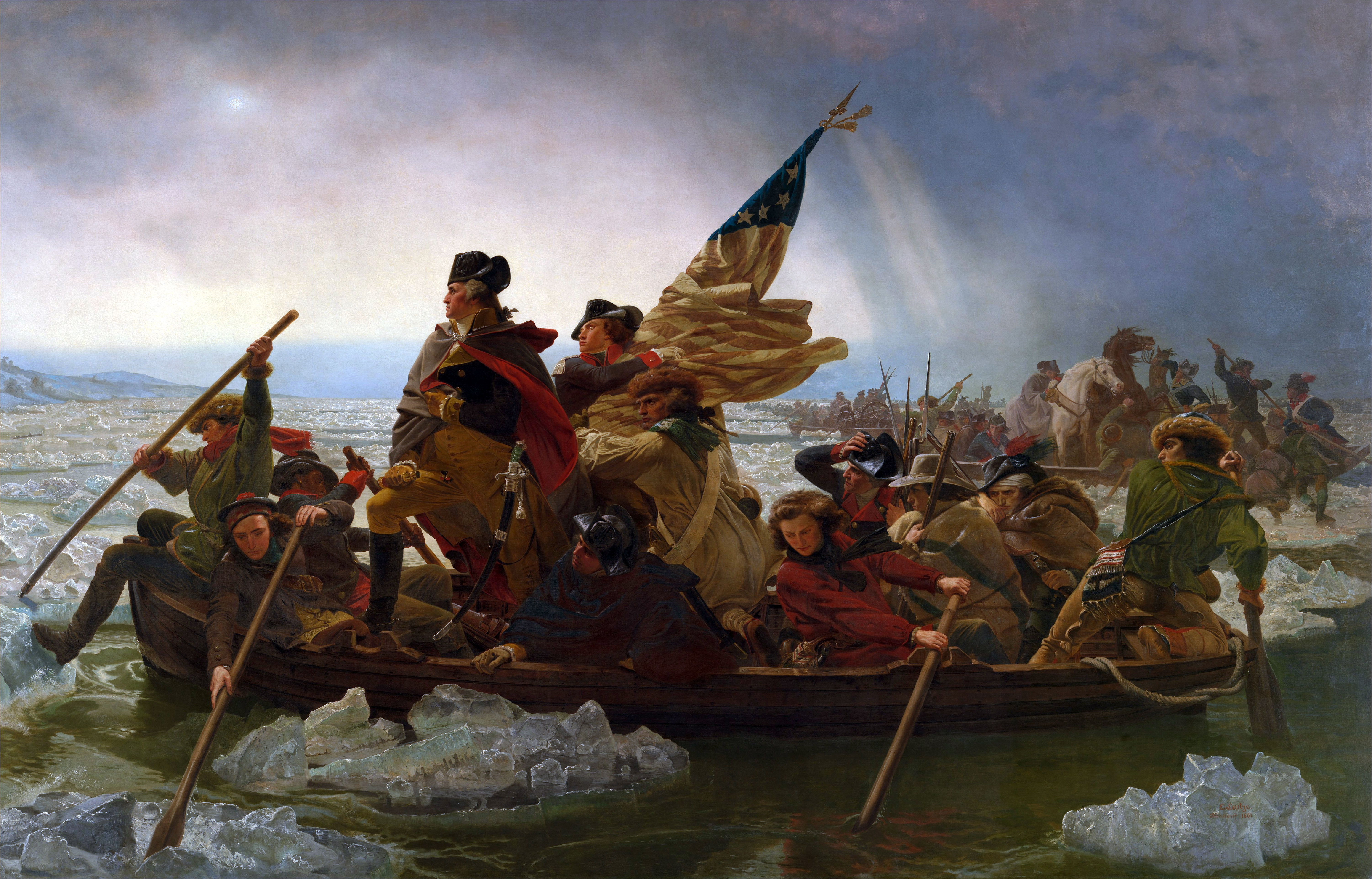
Emanuel LeutzsWashington går över Delawarefloden